# Gerda Gmelin
Gerda Gmelin (* 23. Juni 1919 in Braunschweig; † 14. April 2003 in Hamburg) war eine deutsche Schauspielerin und Theaterintendantin.

## Leben und Werk
Gerda Gmelin war die Tochter des Schauspielers, Leiters des Staatstheaters Braunschweig und späteren Theatergründers Helmuth Gmelin und dessen erster Ehefrau Thekla Mathilde Lina Christine, geb. Diekmann, die am 27. Juli 1919 an den Folgen der Geburt im Kindbett starb. Sie war zudem die Nichte des Schriftstellers Otto Gmelin. Nach dem Tod der Mutter wuchs sie zunächst überwiegend getrennt von ihrem Vater in Braunschweig auf, bis dieser ein paar Jahre später ein zweites Mal heiratete und Gerda wieder in seinen Haushalt zurückkam. Die zweite Ehefrau des Vaters war Charlotte Gmelin-Wilke, Tochter des Braunschweiger Künstlerehepaares Rudolf Wilke und Amalie Wilke. Gerda befand sich in der Untertertia des Lyzeums Kleine Burg, als der Theatervertrag ihres Vaters 1935 auslief und die Familie im Sommer 1935 Braunschweig verließ.

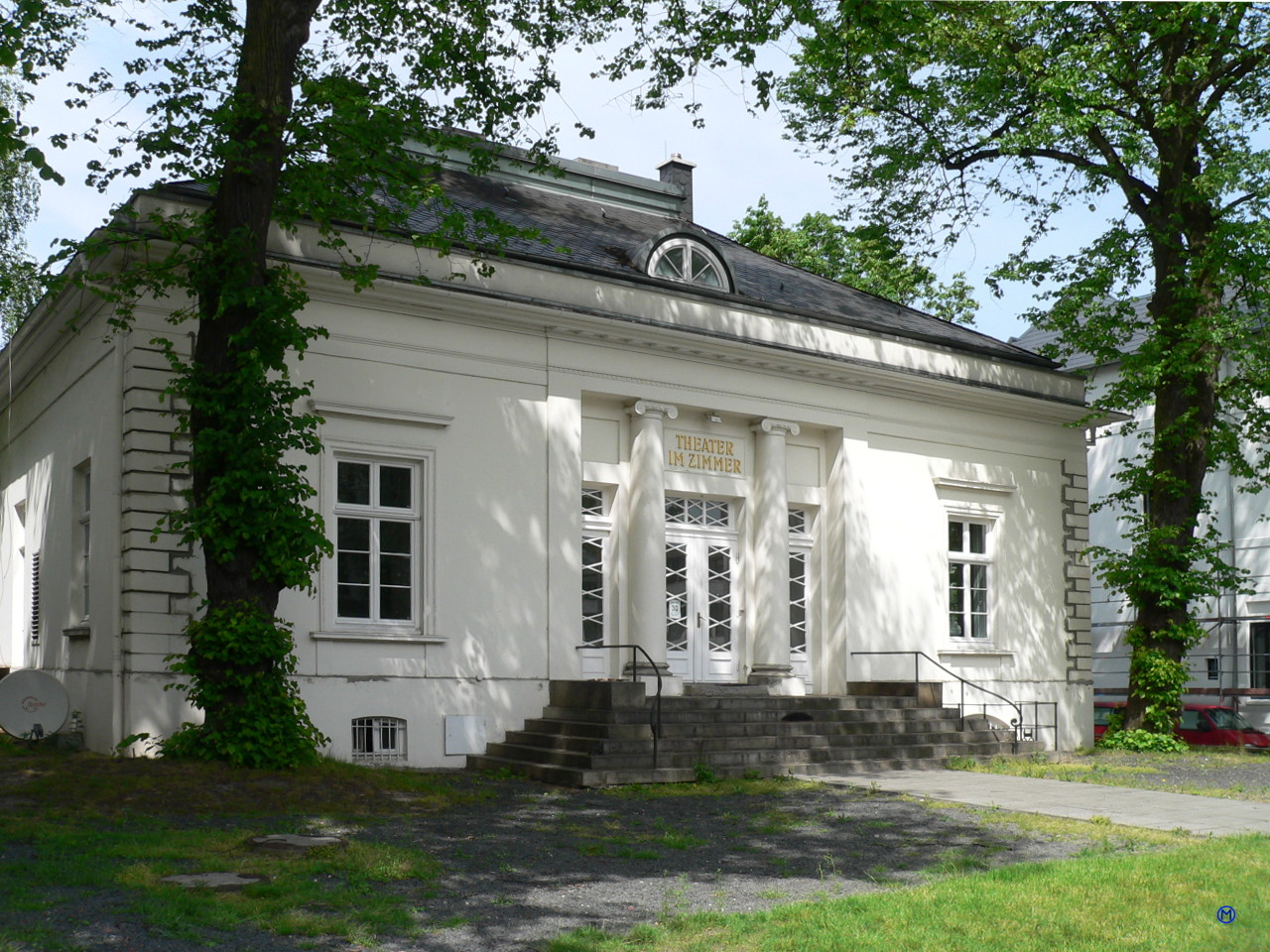
Theater im Zimmer

Nach der Mittleren Reife und nachdem sie dem ebenfalls aus Braunschweig stammenden Schauspieler Gustav Knuth vorgesprochen hatte, besuchte sie von 1937 bis 1939 die Schauspielschule im Hamburger Schauspielhaus. Ihr erstes Engagement erhielt sie am Theater Koblenz, an das sie nach einer kriegsbedingten Unterbrechung 1950 zurückkehrte.
1955 ging sie an das Hamburger Theater im Zimmer, das ihr Vater 1947 gegründet hatte. Nach dem Tod ihres Vaters im Oktober 1959 übernahm sie die Leitung der Bühne. Bis zur Schließung 1999 leitete sie das Theater als Direktorin.
Neben der Schauspielerei war sie Regisseurin, Dramaturgin und Lehrerin. Bekannt wurde Gmelin auch durch zahlreiche Produktionen im Fernsehen, wie in Die Unverbesserlichen, in insgesamt neun Filmen der Tatortreihe, Pappa ante portas und dem bekannten Sketch Kosakenzipfel von und mit Loriot. Eine prägnante Rolle hatte sie 1988 in Die Bertinis, einer Romanverfilmung nach Ralph Giordano. Ihre längste Serienrolle war die Berta Rogalla in der Vorabendserie Der Landarzt. Auch in zahlreichen Hörspielen des Labels Europa war ihre Stimme zu hören.

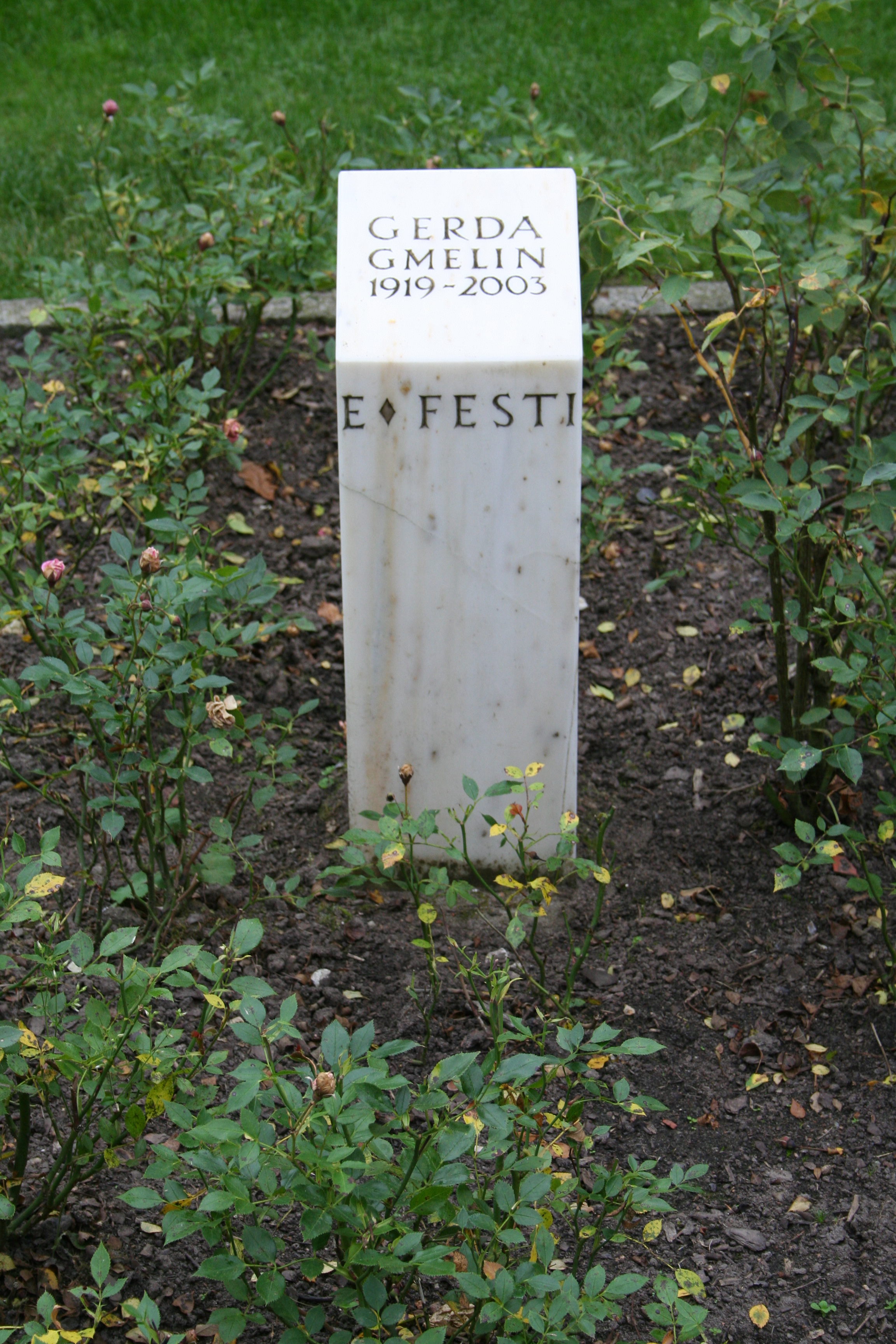
Urnengrab Gerda Gmelins im Garten der Frauen auf dem Friedhof Ohlsdorf

Sie wurde für ihre künstlerischen Verdienste um die Stadt Hamburg vom Senat der Freien und Hansestadt mit der Biermann-Ratjen-Medaille geehrt. 1988 erhielt sie den Ehrenpreis Silberne Maske der Hamburger Volksbühne. Sie war alleinerziehende Mutter zweier Söhne, Matthias und Christian Masuth.
Ihr Grab befindet sich im Garten der Frauen auf dem Friedhof Ohlsdorf in Hamburg. In der Hamburger HafenCity wurde 2013 ihr der Gerda-Gmelin-Platz gewidmet.

## Filmografie (Auswahl)
- 1958–1966: Stahlnetz (drei Episoden)
- 1963: Stadtpark
- 1964–1966: Hafenpolizei (zwei Episoden)
- 1965: Die Katze im Sack
- 1965: Die Unverbesserlichen – Die Unverbesserlichen
- 1966–1970: Polizeifunk ruft (zwei Episoden)
- 1967: Der Tag, an dem die Kinder verschwanden
- 1967: Ein Fall für Titus Bunge – Bobby ist los
- 1967: Großer Mann was nun? (Fernsehserie, fünf Episoden)
- 1968: Landarzt Dr. Brock – Automarder
- 1968: Dem Täter auf der Spur – Schrott
- 1968: Heinrich VIII. und seine Frauen
- 1968: Pole Poppenspäler
- 1969: Ida Rogalski (Episode 9 „Der Schwiegersohn vom Chef“)
- 1971: Das Freudenhaus
- 1971: Hamburg Transit – Klaviere nach Casablanca
- 1971: Duell zu dritt – Drei Marken aus Shanghai
- 1971: Tatort – Der Richter in Weiss
- 1971: Sparks in Neu-Grönland (Fernsehfilm von Helga Feddersen)
- 1971: Tatort – Kressin und der tote Mann im Fleet
- 1972: Das Kurheim – Die Kinder
- 1973–1977: Sonderdezernat K1 (zwei Episoden)
- 1973: Tatort – Cherchez la femme oder die Geister vom Mummelsee
- 1975–1976: PS – Geschichten ums Auto (vier Episoden)
- 1976: Die Hinrichtung
- 1976–1977: Die Unternehmungen des Herrn Hans (17 Episoden)
- 1977: Tatort – Das stille Geschäft
- 1977: Spuk in Felixburg (Fernsehfilm)
- 1978: Der Schimmelreiter
- 1978: Loriot (eine Episode)
- 1979: Kläger und Beklagte – Ein linkes Ding im Rechtsverkehr
- 1980: St. Pauli-Landungsbrücken
- 1981: Landluft
- 1982: Randale
- 1983: Nesthäkchen (zwei Episoden)
- 1984: Jagger und Spaghetti
- 1984: Auf einem langen Weg
- 1984: Helga und die Nordlichter (zwölf Episoden)
- 1985: ...Erbin sein – dagegen sehr
- 1985: Hallo Oma
- 1987–2004: Der Landarzt (86 Episoden)
- 1987: Die Schwarzwaldklinik – Das Vermächtnis
- 1988: Liebling Kreuzberg – Das eigene Geld
- 1988: Die Männer vom K3 – Familienfehde
- 1989–2001: Großstadtrevier (sieben Episoden)
- 1989: Tatort – Schmutzarbeit
- 1990: Ein Heim für Tiere – Was ist los mit Ira?
- 1991: Pappa ante portas
- 1992: Tatort – Experiment
- 1992–1995: Freunde fürs Leben (zwei Episoden)
- 1993–1994: Geschichten aus dem Leben (vier Episoden)
- 1993: Tatort – Um Haus und Hof
- 1993: Unser Lehrer Doktor Specht – Warum nicht Potsdam
- 1993: Immer wieder Sonntag (vier Episoden)
- 1994: Elbflorenz (sechs Episoden)
- 1994: Unsere Hagenbecks – Abschied
- 1994: Die Kommissarin – Blumen für den Mörder
- 1994: Blankenese (17 Episoden)
- 1995: Für alle Fälle Stefanie – Die Lüge
- 1995: Faust – Der Goldjunge
- 1998: Der letzte Zeuge – Wenn das Böse erwacht
- 1998: Tatort – Bildersturm
- 1999: Tatort – Der Duft des Geldes
- 2000: Für alle Fälle Stefanie – Stephanies Rückkehr
- 2001: St. Angela – Das schöne Biest
- 2001: Die Cleveren – Der Todesengel
- 2001: Neues aus Büttenwarder – Heiratsmarkt
- 2002: Polizeiruf 110 – Vom Himmel gefallen
- 2003: Heimatgeschichten – Liebe auf Bewährung

## Theaterrollen
- 1957: Einsame Menschen (Gerhart Hauptmann)
- 1960: Amédée (Eugène Ionesco)
- 1964: Das Missverständnis (Albert Camus)
- 1967: Baal (Bertolt Brecht)
- 1968: Tod eines Handlungsreisenden (Arthur Miller)
- 1972: Krieg im dritten Stock (Pavel Kohout)
- 1982: Eines langen Tages Reise in die Nacht (Eugene O’Neill)
- 1984: Hausmeister (Harold Pinter)
- 1990: Urfaust (Johann Wolfgang von Goethe)
- 1994: Der eingebildete Kranke (Molière)
- 0000: Erzählung der Magd Zerline (Hermann Broch)
- 1999: Glückliche Tage (Samuel Beckett)